# Lilium henryi
Lilium henryi (en chino 湖北百合=Húběi bǎihé) es una especie de planta de flores de la familia Liliaceae nativa de la región montañosa central de China en Guizhou, Hubei, Jiangxi.

## Descripción
Tiene las flores de color naranja con puntos negros y sin aroma. Los pétalos se encuentran curvados. Alcanzan en la vida silvestre hasta los 1.5 m de altura, pero en los cultivos las plantas más vigorosas pueden alcanzar los 2.5 m de altura. Es muy utilizada como planta ornamental de jardines.

## Sinonimia
- Lilium henryi var. citrinum Wallace, Gard. Chron., III, 100: 69 (1936).[1]